# Abubaker Ben Omar

Abubaker Ben Omar (o también Abu Bakr Ibn Úmar, Abu Bekr ibn Omar o Abu Bakr Ibn Omar), en árabe أبو بكر بن عمر (muerto hacia 1088) fue un jefe de Almorávide.

## Biografía
Originario de la tribu bereber de los Lamtuna, que formaban parte de la confederación Sanhaya, más conocida en como los Zeneguís.
En 1054, es el emir del Adrar mauritano. Reconquistó la ciudad de Audagost que estaba en manos del imperio de Ghana. En 1056, Abdallah Ibn Yasin le puso a la cabeza de los ejércitos almorávides. En 1057, se apoderó de Sus y Aghmat, al sur del Marruecos moderno. Después de la muerte de Ibn Yasin en 1059, Ben Omar es ya el jefe Almorávide. Conquista el Emirato de Barghawata y envía un ejército al norte mandado por su primo Yusuf ben Tasufín, mientras que él retorna a África occidental en 1061.
En 1076 toma Kumbi Saleh, la capital del imperio de Ghana, e impone el Islam en la región. Tolera la insubordinación de Yusuf ben Tasufín que conquista Al-Ándalus, y evita así la fragmentación del reino.
Según tradiciones orales mauritanas y senegalesas, Abubaker Ben Omar muere alcanzado por una flecha envenenada en 1087 o 1088 en Senegal o sur de Mauritania.
Le sucedió su primo Yusuf ben Tasufín, jefe y primer emir de los Almorávides.